# Потенциална свръхсила
Потенциална свръхсила е държава, за която се смята, че е или е в процес да стане свръхсила в следващите десетилетия. Към 2012 година е широко прието да се смята, че само Съединените американски щати отговарят на критериите за свръхсила. Държавите, най-често сочени като потенциални свръхсили са Бразилия, Китай, Европейския съюз (като наддържавно обединение), Индия и Русия. Общо на тези пет потенциални свръхсили, заедно със Съединените щати, се падат 67% от световния номинален брутен вътрешен продукт, 62% от брутния вътрешен продукт с отчитане на паритета на покупателната способност, над 1/3 от площта на сушата и над 50% от световното население.